# Händel-Werke-Verzeichnis
HWV es la abreviatura del término alemán Händel-Werke-Verzeichnis (Catálogo de las obras de Händel), que es el catálogo más usado de las obras de Georg Friedrich Händel. Está ordenado por temas y se publicó entre 1978 y 1986 en el Händel-Jahrbuch ("Anuario Händel") bajo el título de Verzeichnis der Werke Georg Friedrich Händels. Su autor es el musicólogo Bernd Baselt.
Posteriormente ha experimentado algunas ampliaciones y correcciones, pero la numeración original se mantiene. 
El catálogo presenta los tactos iniciales de cada una de las obras y aporta informaciones sustanciales (por ejemplo las fuentes manuscritas, impresiones tempranas etc.) 
Existen catálogos anteriores, entre otros, de John Mainwaring (Londres, 1760), Charles Burney (Londres, 1785), W. S. Rockstro (Londres, 1883), W. C. Smith ("Anuario Händel" de 1956), A. C. Bell (1972).